# Nasses Dreieck (Berlin-Pankow)

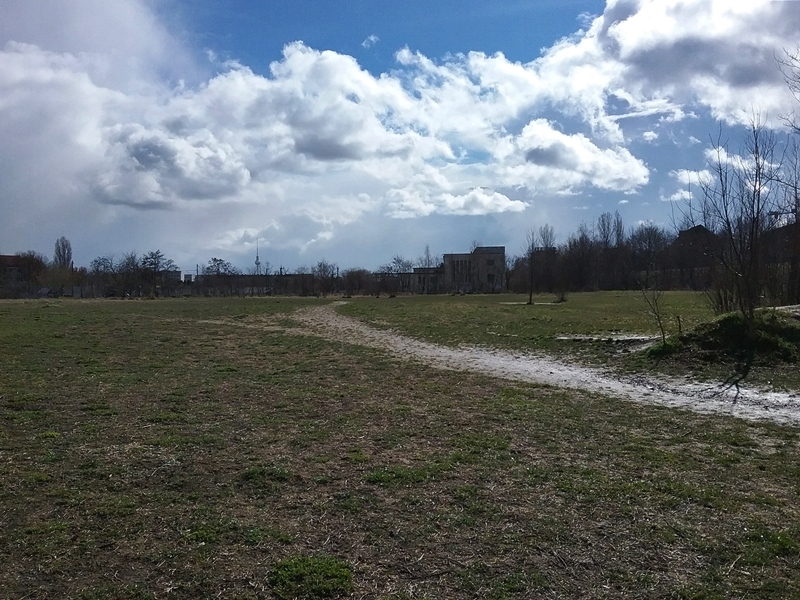
Nasses Dreieck im März 2019

Das Nasse Dreieck ist eine 4,8 ha große, wildwachsende Grünfreifläche im Berliner Ortsteil Pankow des Bezirks Pankow. Es befindet sich im „Dreiländereck“ zwischen den Ortsteilen Gesundbrunnen, Prenzlauer Berg und Pankow und ist seit dem 18. November 2010 ein Teil des Landschaftsschutzgebiets des ehemaligen Mauerstreifens, der Schönholzer Heide und des Bürgerparks.

## Geschichte
Nach der Wende wurde das ehemalige Grenzgelände sich selbst überlassen, sodass eine einzigartige, steppenähnliche und offene Landschaft entstehen konnte. Der südliche Zugang am S-Bahn-Gleichrichter-Unterwerk zum Nassen Dreieck war jahrelang eine wichtige Abkürzung für Anwohner, Fußgänger und Fahrradfahrer. Weil immer wieder auf dem etwa 100 Meter langen Zugangsweg illegal Müll abgeladen wurde, hat die Deutsche Bahn den Zugang und das Durchqueren ihres Geländes Mitte des Jahres 2011 mit einem Gittertor und NATO-Draht gesperrt. Die Bahn und der Bezirk Pankow sind nicht bereit, die Kosten für die Entsorgung zu übernehmen. Betreten kann man das Gelände nur noch im Norden von der Brehmestraße aus durch eine unauffällige Lücke zwischen zwei Neubauten. Das Berliner Netzwerk für Grünzüge gemeinsam mit der Grünen Liga Berlin und anderen Initiativen hatten im Jahr 2012 eine Unterschriftenaktion gestartet, mit der Forderung den südlichen Zugang wieder zu öffnen und am 8. November 2012 dem zuständigen Stadtrat Jens-Holger Kirchner übergeben. Es wurden 1086 Unterschriften gesammelt, allein 300 davon online auf der Plattform OpenPetition. Erneute Gespräche im Januar 2013 mit Kirchner und weiteren Beteiligten haben aufseiten des Bezirksamtes wenig bewirkt.
Um das Problem mit dem illegalen Müll weiter voranzutreiben, stellte das Berliner Netzwerk für Grünzüge im April 2013 einen Bürgerantrag in der Bezirksverordnetenversammlung (BVV) Pankow mit der Aufforderung den südlichen Zugang wieder zu öffnen. Es wurde vorgeschlagen, auf der Gesundbrunner Seite in der Grüntaler Straße etwa auf Höhe der letzten Straßenbeleuchtung ein Verkehrsschild aufzustellen mit der Aufschrift: Autodurchfahrt verboten / nur Fahrraddurchfahrt erlaubt. Kurz vor der S-Bahn-Unterführung zur Esplanade sollen umlegbare Klapppoller errichtet werden, um die Anfahrt zu erschweren. Das Bezirksamt Pankow sollte die Verhandlungen mit der Deutschen Bahn wiederaufnehmen. Der Bürgerantrag wurde im September 2013 einstimmig angenommen.

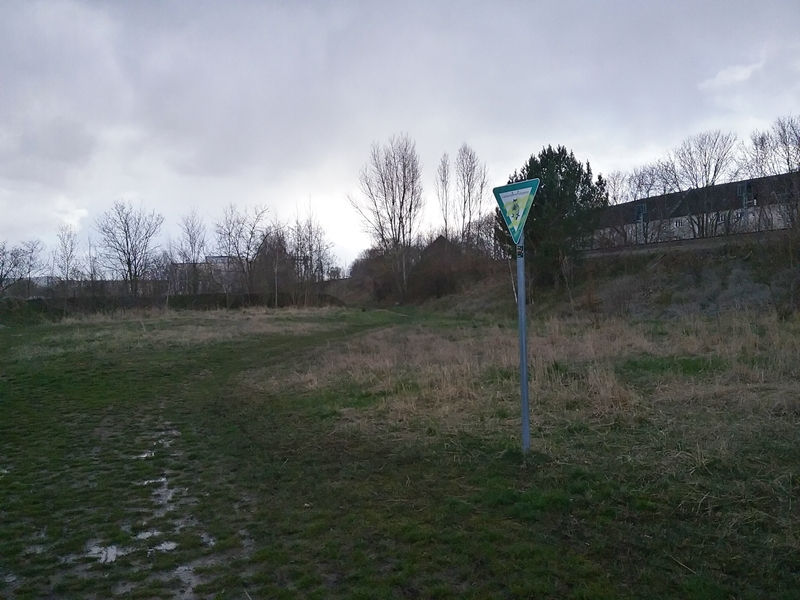
Nasses Dreieck im März 2019

Es dauerte acht Monate, bis die vorgeschlagenen Klapppoller im Frühjahr 2014 aus Mitteln der Senatsverwaltung für Stadtentwicklung gesetzt wurden, woraufhin die illegale Müllablagerung deutlich zurückging. Der südliche Zugang blieb aber trotzdem geschlossen und das Bezirksamt Pankow verwies in seiner Stellungnahme noch mal darauf, dass eine Müllbeseitigung dort nicht möglich wäre.

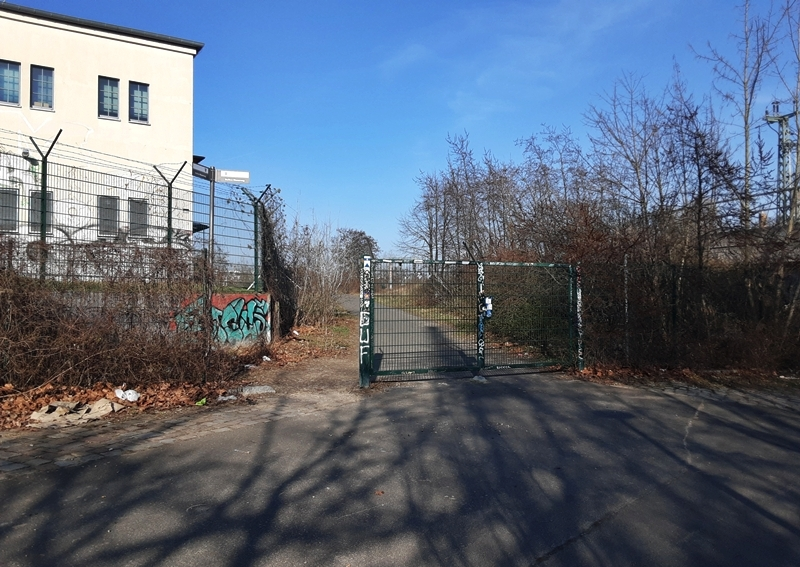
Südlicher Zugang zum Nassen Dreieck

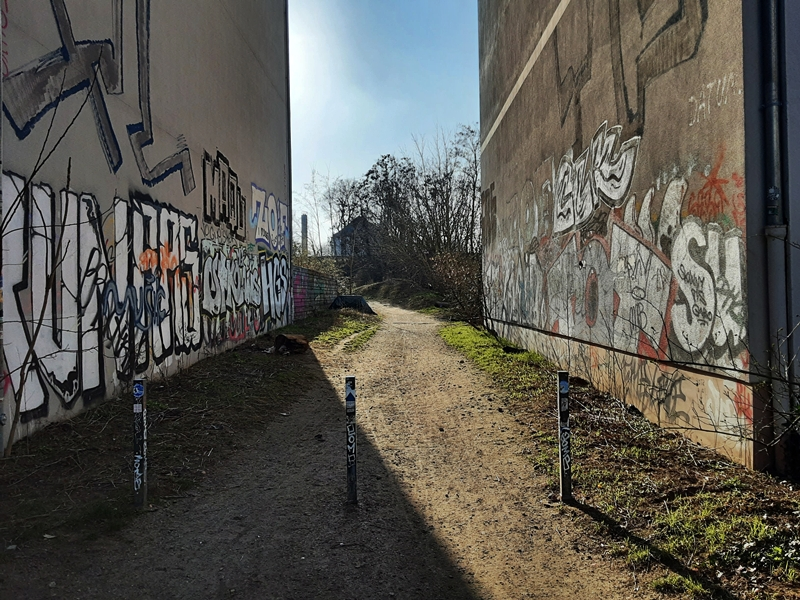
Nördlicher Zugang zum Nassen Dreieck

Im Januar 2013 hatte das lose Netzwerk Transition Town Pankow im engen Kontakt mit den zuständigen Behörden begonnen, zusammen mit den Anwohnern und relevanten Vereinen und Initiativen ein Konzept für einen Nachbarschaftspark Nasses Dreieck zu erarbeiten. Am 8. April 2014 gab es eine Informationsveranstaltung über die bisherigen Planungen des Senats im Rathaus Pankow und die Ideen der Jugendlichen wurden zur Diskussion gestellt. Die Planungen sehen wie folgt aus: Auf der Ostseite soll es einen Naturerfahrungsraum für Kinder von sechs bis 15 Jahren geben. Der Kinderklub Fallobst hat dazu bereits Ideen gesammelt. Klettern, Pflanzen kennenlernen, mit Matsch spielen und Hunde sind hier nicht erlaubt. Auf der Westseite sollen Picknickplatz, Bolzplatz, Skaterbahn und Plätze zum Entspannen entstehen. Auch ist ein eingezäunter Auslaufbereich für Hunde geplant. Der Berliner Mauerweg soll in Zukunft nach Öffnung des südlichen Zugangs durch das Gelände verlaufen. Der einzige Zugang zum Nassen Dreieck soll in seiner jetzigen Form erhalten bleiben, der Durchgang an der Brehmestraße soll überdacht werden und es sollen Poller aufgestellt werden, um das Parken von Autos zu verhindern. Auch ein Zugang durch die Kleingartenkolonie Famos ist angedacht. Die Neugestaltung des Nassen Dreiecks hängt vom Ausbau der Dresdener Bahn im Bezirk Tempelhof-Schöneberg ab, für den das Nasse Dreieck als Ausgleichsfläche vorgesehen ist.
Im Mai 2014 hatte das Berliner Netzwerk für Grünzüge nochmal die Gelegenheit, auf einer BVV-Sitzung ihrer Verärgerung über das Desinteresse des Bezirksamtes Luft zu machen. Danach sei das Netzwerk selber an die Deutsche Bahn herangetreten, um eine Lösung für den südlichen Zugang zu finden. Dies habe sich schwierig gestaltet, da die Bahn nicht an einer Durchwegung und den dadurch entstehenden Verpflichtungen interessiert sei.
Jährlich findet ein Frühjahrsputz statt, um Abfall zu beseitigen.
Die Deutsche Bahn hat den südlichen Zugang am S-Bahn-Gleichrichter-Unterwerk zum Nassen Dreieck Anfang August 2022 für Fußgänger und Radfahrer wieder freigegeben.

## Fauna
Auf der Informationsveranstaltung am 8. April 2014 im Rathaus Pankow kam man zu der Erkenntnis, dass auf der Grünfreifläche 50 Zauneidechsen leben. Mitarbeiter der Deutschen Bahn haben die bis zu 20 Zentimeter langen Zauneidechsen auf anderen Baustellen einzeln mit einem Kescher eingefangen und in einem zuvor eigens blechumzäunten Bereich entlang der Gleise in Richtung Bahnhof Pankow ausgesetzt.